# Mechelen-incidens

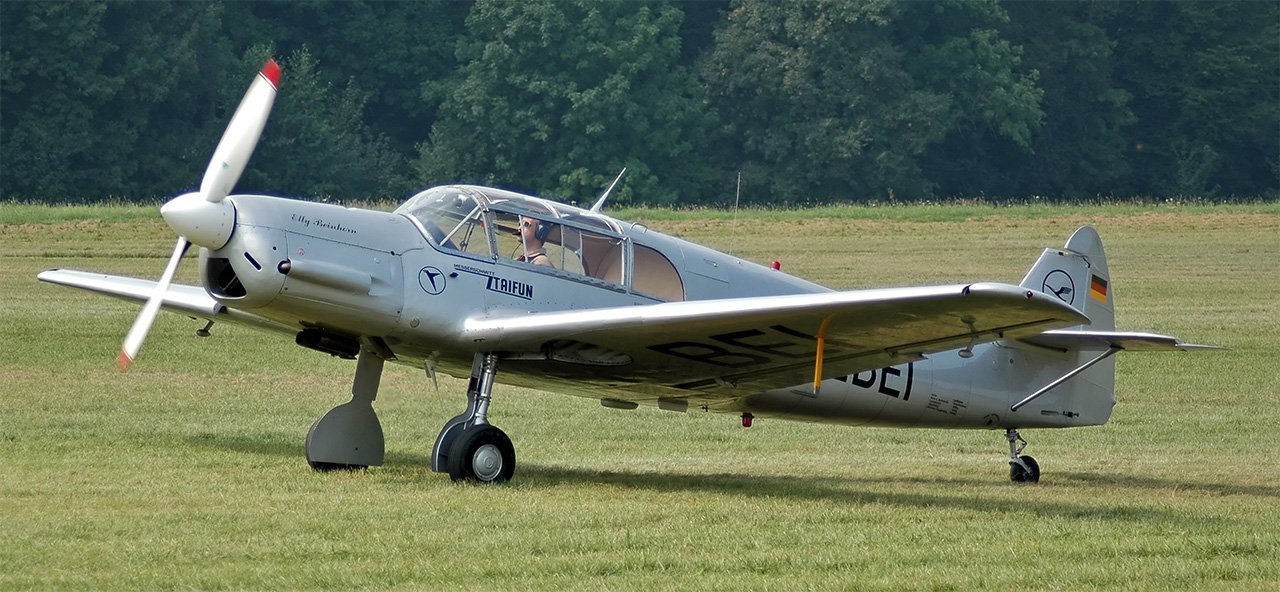
Egy Messerschmitt BF 108 típusú repülőgép, ilyen zuhant le Maasmechelen térségében is.

Az 1940. január 10-i Mechelen-incidens során egy német repülőgép kényszerleszállást hajtott végre a belgiumi Maasmechelen város térségében. A repülőgép utasánál voltak a Franciaország megtámadására vonatkozó német tervek (Fall Gelb) másolatai. A tervek előbb a belga katonai felderítés, majd a szövetséges hírszerzés kezébe kerültek és nagy felzúdulást keltettek a szövetséges katonai vezetés köreiben. Korábbi feltételezések szerint ez az incidens nagyban hozzájárult ahhoz, hogy a német inváziós terveket megváltoztatták, azonban a tervek átdolgozása már korábban megindult és a szövetségesek csak a később elvetett változatot szerezték meg.

## A kényszerleszállás

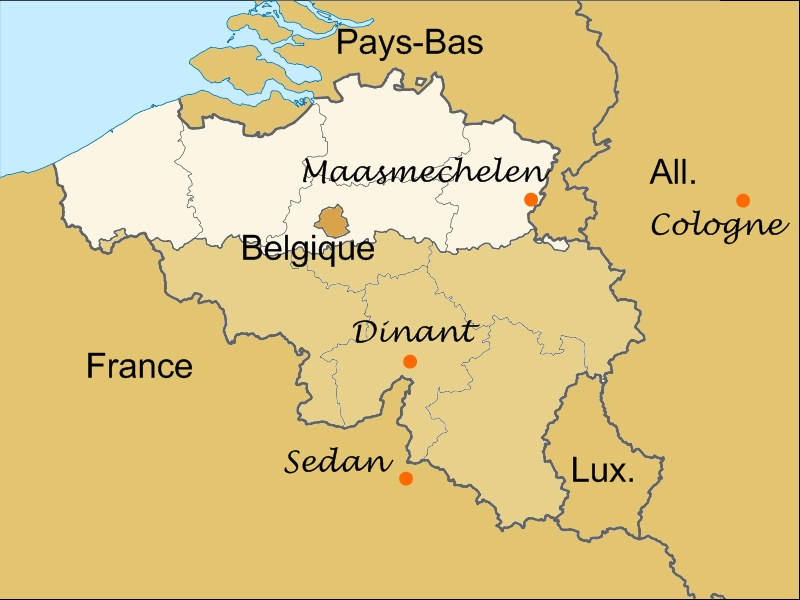
Az esemény helyszínének vázlata

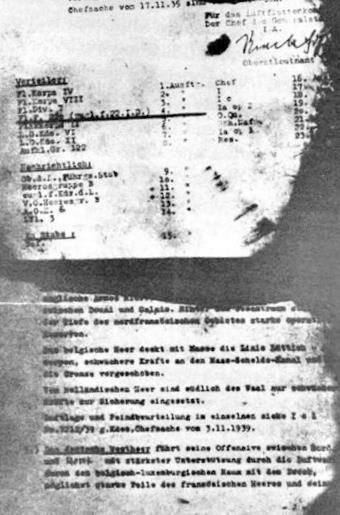
A belgák által megszerzett dokumentumok - Reinberger kísérletei ellenére nem sikerült megsemmisíteni a támadási terveket.

Az incidens kiváltója a Luftwaffe tisztje, az 52 éves Erich Hoenmanns őrnagy volt, a Münsterhez közeli Loddenheide repülőtér parancsnoka. 1940. január 10-én felajánlotta barátjának, Helmuth Reinberger őrnagynak, hogy elviszi Kölnbe, egy vezérkari találkozóra. Hoenmanns egy Messerschmitt Bf 108 Taifun típusú repülőgépet vezetett, amelyet légifelderítési, futárszolgálati és egyéb feladatokra alkalmaztak a német légierőnél. Köln felé menet az alacsony ködfoltok miatt Hoenmanns nem tudott jól tájékozódni és egy idő után úgy döntött, hogy nyugatra tart, amíg el nem éri a Rajna folyót. Azonban azt nem sejtette, hogy már korábban keresztezte a befagyott Rajnát és elhagyta a német légteret és végül a Meuse folyóig repült, amely ebben a térségben Belgium és Hollandia közötti határt jelölte ki. Hoenmanns ekkor Vucht helység felett kezdett el körözni.
Hoenmanns ekkor - feltehetően véletlenül - kikapcsolta a repülőgép motorjának üzemanyagellátását, mindenesetre a motor hirtelen leállt és a repülőgép zuhanni kezdett. Hoenmanns-nak kényszerleszállást kellett végrehajtani egy közeli mezőn, kb. 11.30-kor. A repülőgép súlyosan megrongálódott, mindkét szárnya letört, a motor és az orr-rész letörtek, de Hoenmanns és utasa is túlélték a balesetet.
Amennyiben Hoenmanns egyedül lett volna, az eset nem lett volna különösen jelentős, a belgák egyszerűen internálták volna, mivel engedély nélkül szállt le egy semleges országban. Azonban Reinberger a 7. légihadosztály (7. Flieger-Division) egyik utánpótlási tisztje volt, és a hadosztály feladata lett volna ejtőernyősöket juttatni Namur térségbe a napokon belülre tervezett német támadás (fedőneve Fall Gelb) során. Reinberger éppen egy vezérkari ülésre tartott Kölnbe és az invázió összes, az alakulatára vonatkozó, terve a táskájában volt. Előző este a két tiszt együtt iszogatott és Hoenmanns felajánlotta, hogy elviszi barátját, akinek amúgy vonaton kellett volna eljutni Kölnbe, míg Hoenmanns-nak szüksége volt a repülési időre. Hoenmanns nem tudta, hogy Reinberger szigorúan titkos dokumentumokat fog magával vinni arról a támadásról, amelynek időpontját éppen január 9-én határozta meg Hitler (egy hét múlva, január 17-én kellett volna kezdődni).
Hoenmanns csak akkor fedezte fel, hogy barátjánál vannak ezek a dokumentumok, amikor már kikászálódtak a gépből. Egy közeli földművestől megtudták, hogy áttévedtek Belgiumba, mire Reinberger pánikszerűen visszaszaladt a repülőgéphez, hogy megtalálja aktatáskáját és megsemmisítse a dokumentumokat. Először az öngyújtójával próbálta lángra lobbantani a papírokat, de az a hidegben nem működött. Ekkor a földművestől kapott egy szál gyufát és egy bokor mögé húzódva a papírokat halomba rakta és úgy akarta elégetni ezeket. Ekkor azonban a kényszerleszállás helyszínére érkezett két kerékpáros belga határőr, Frans Habets őrmester és Gerard Rubens közlegény. A füstöt látva a bokor mögé rohantak és eloltották a tüzet. Reinberger megpróbált elmenekülni, de két figyelmeztető lövés után megadta magát.
A két német tisztet a maasmecheleni határőrlaktanyába vitték, ahol előbb Arthur Rodrique százados hallgatta ki őket, aki a papírokat a foglyok elé halmozta. Hogy barátját megsegítse, Hoenmanns megkérte a belgát, hogy kísérje ki az illemhelyre, míg távol voltak, Reinberger megpróbálta a papírokat a szobában lévő kályhába gyömöszölni. Azonban a kályha teteje olyan forró volt, hogy önkéntelenül is felkiáltott, mire a meglepett Rodrique visszalépett a szobába és kirántotta a papírokat a kályhából (miközben súlyos égési sérüléseket szenvedett a kezén). A dokumentumokat ekkor már egy másik szobában, lakat alatt őrizték. Reinberger ekkorra már annyira kétségbe esett, hogy megpróbálta megszerezni Rodrique szolgálati pisztolyát és öngyilkosságot kísérelt meg. Amikor a százados nagy nehezen leszerelte, Reinberger sírva fakadt: „Adja ide a pisztolyát, hogy végezhessek magammal!” Hoenmanns próbálta barátja viselkedését magyarázni: „Nem hibáztathatja. Ő csak egy egyszerű katonatiszt. Neki most már vége.”
Két óra múlva megérkeztek a belga katonai hírszerzés tisztjei, akik kihallgatták a foglyokat és a papírokat átadták feletteseiknek.

## Német reakciók
A kényszerleszállásról először január 10-én estefelé, sajtóhírekből értesült a német hadsereg főparancsnoksága (Oberkommando der Wehrmacht), és jelentős felzúdulást keltett, amikor kiderült, hogy Reinberger papírjainak nagy része feltehetően a belgák és a szövetségesek kezére került. Hitlernek csak január 11-én merték megmondani, aki rögtön kikelt magából: "Ezek miatt fogjuk elveszíteni a háborút!". Dühében azonnal menesztette Reinberger felettesét, a 2. légihadsereg (2. Luftflotte) parancsnokát, Hellmuth Felmy tábornokot, és vezérkari főnökét, Josef Kammhuber ezredest.
Ennek ellenére a német vezérkar azt a döntést hozta, hogy az eredeti terveknek megfelelően folytatják majd a felkészülést a január 17-ére időzített támadásra (a bombázások 3 nappal korábban, január 14-én kezdődtek volna). Emellett utasították a Hágába delegált légi attasét, Ralph Wenninger altábornagyot és a brüsszeli német katonai attasét, Friedrich-Carl Rabe von Pappenheim ezredest, hogy próbálják megtudni, mennyi derült ki a tervekből. Január 12-én, amikor az attasék először találkoztak Reinbergerrel és Hoenmannsal, a Wehrmacht hadműveleti főnöke, Alfred Jodl tábornok meglehetősen borúlátó feljegyzést adott át Hitlernek arról, mennyit tudhattak meg a belgák. Jodl naplójában egy január 12-i bejegyzés a következőket tartalmazta (és feltehetően hasonlóképpen vélekedett hivatalos feljegyzésében is): "Ha az ellenség megszerezte az összes papírt, a helyzet katasztrófikus!". A helyzetet tovább súlyosbította, hogy a belgák kezdetben megpróbálták félrevezetni azzal kapcsolatban, hogy mennyit tudnak valójában.

## Belga elterelő lépések
A belga hírszerzés két irányban próbálta félrevezetni a németeket. Először is megpróbálták Reinbergerrel elhitetni, hogy a papírok megsemmisültek, és lehetővé tették neki, hogy ezt az információt a német hatóságoknak is eljuttassa. A belga kihallgatók erre hivatkozva próbálták rávenni Reinbergert, hogy tegyen töredelmes vallomást a papírok tartalmát illetően – vagy kémként elítélik és kivégzik. Reinberger később azt állította: „A kérdésekből arra következtettem, hogy ő (a kihallgatást végző tiszt) semmit sem tudhatott meg a papírok tartalmáról.” A belgák ezen felül engedélyezték a német attaséknak, hogy találkozzanak a foglyokkal, miközben titkon rögzítették beszélgetésüket. A találkozón Reinberger közölte Wenningerrel, sikerült úgy elégetnie a papírokat, hogy olvashatatlanokká váltak. A megtévesztés úgy tűnt, hogy bevált: a találkozó után a brüsszeli német nagykövet, Victor von Bülow-Schwante a következő táviratot küldte feletteseinek: „Reinberger megerősítette, hogy elégette a dokumentumokat, kivéve néhány tenyérnyi papírfecnit. Reinberger megerősítette, hogy a legtöbb dokumentum, amit nem tudott megsemmisíteni, lényegtelennek tűnik.” Úgy tűnt, hogy Jodl tábornokot is sikerült meggyőzni, január 13-i naplóbejegyzésében azt írta: „Luftwaffe attasé jelentése a két kényszerleszállt repülőtiszttel. Eredmény: iratok bizonyosan elégetve.”

## Belga reakciók

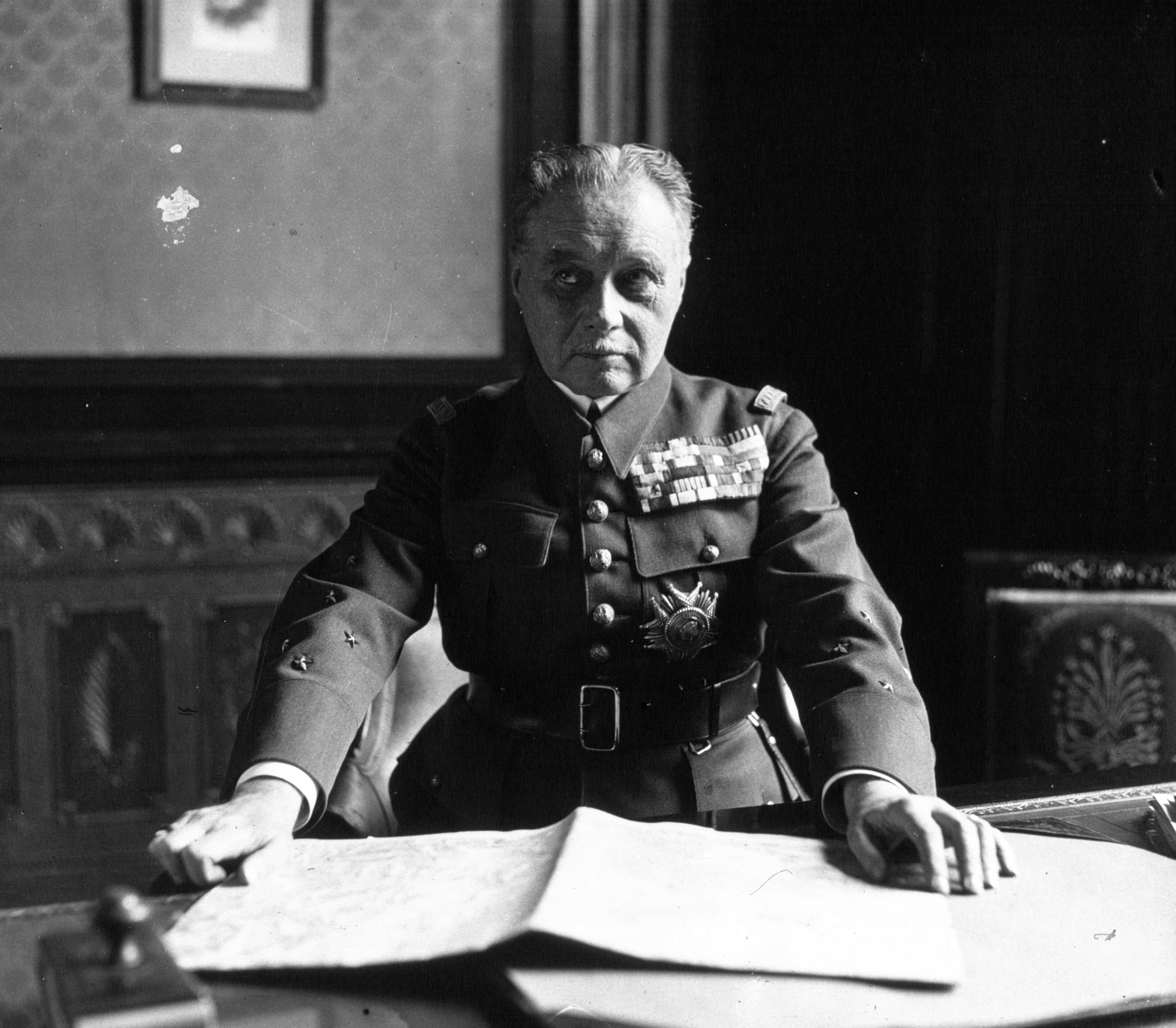
Maurice Gamelin tábornok

Január 10-én a belga katonai vezetés még jelentős gyanút táplált a dokumentumok eredetisége felől, amelyet sietve fordított le a Deuxième Section (katonai hírszerzés) Brüsszelben. A legtöbb papírlap valóban súlyosan megrongálódott, elégett Reinberger többszöri kísérletei nyomán, de azért egy Belgium és Hollandia ellen irányuló német támadás körvonalait össze lehetett állítani. A támadás időpontja nem derült ki a papírokból és a dokumentumok amúgy is a 7. repülőhadosztály (7. Flieger-Division) feladatait sorolták fel. Mivel azonban a papírok megerősítették az olasz Galeazzo Ciano gróftól korábban kapott figyelmeztetést, miszerint január 15-e körül német támadás várható, január 11-én Raoul van Overstraeten tábornok (a király katonai tanácsadója) arra a következtetésre jutott, hogy a dokumentumok valódiak és a bennük található információ korrekt. Még aznap délután III. Lipót belga király úgy határozott, hogy beavatja saját védelmi miniszterét, Henri Denis tábornokot és a francia főparancsnokot, Maurice Gamelin tábornokot is. Aznap délután a francia összekötő tisztnek egy kétoldalas kivonatot adtak át a dokumentumok tartalmáról, anélkül, hogy részletezték volna, hogy jutottak hozzá az információhoz. Lord Gort-ot, a Brit Expedíciós Erő főparancsnokát szintén értesítették, illetve Lipót személyesen hívta fel a szomszédos országok uralkodóit, Julianna holland trónörökös hercegnőt és Sarolta luxemburgi nagyhercegnőt. Mindkettőnek csak a közelgő német támadásra utaló, előre elhatározott kódszavakat mondta: „Legyen óvatos, az időjárás veszélyes”, illetve „Óvakodjon az influenzától.”

## Francia reakció
Január 12-én Gamelin tábornok összehívta a francia hadsereg legmagasabb rangú parancsnokait és a katonai hírszerzés vezetőjét, Louis Rivet ezredest. Rivet meglehetősen szkeptikus volt a találkozó alatt, de Gamelin úgy érvelt, még ha ez csak egy téves riasztás, akkor is jó alkalom lenne arra, hogy rávegyék a belgákat: engedélyezzék a francia hadsereg felvonulását az ország területén. Gamelin ugyanis arra készült, hogy a várható német támadást belga és holland területen állítja meg és 1941 során döntő ellencsapást hajt végre a németek ellen. Erre azonban nem kerülhetett volna sor, ha a két ország semleges marad, ha viszont ez az érdekes incidens ráveszi a belgákat, hogy engedélyezzék a brit és francia csapatok bevonulását, akkor egy akadály elhárult volna a tervek elől. Ha pedig a németek valóban megindítanák a támadást, akkor a francia csapatok belga területek vettek volna fel védekező állásokat és megkímélték volna a francia lakosságot a háborúval együtt járó pusztítástól. Ezért a találkozó után Gamelin parancsot adott az 1. hadseregcsoportnak és a szomszédos 3. hadseregnek, hogy vonuljanak fel a belga határ mentén.

## Sas figyelmeztetése

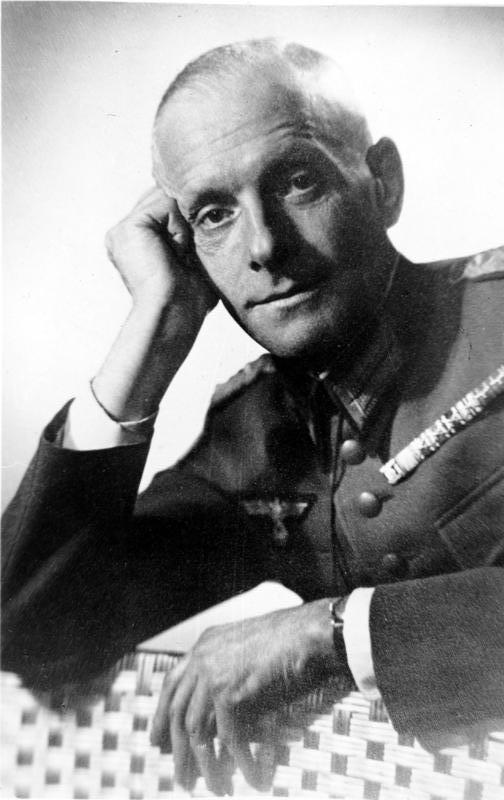
Hans Oester ezredes 1939-ben

Mivel az elterelő lépések meggyőzték a belgákat arról, hogy a dokumentumok valódiak, január 12-re a belgák meglehetősen idegesek voltak, január 13-ára pedig meg voltak győződve arról, hogy a helyzet válságos. Aznap este 
Georges Goethals ezredes, a berlini belga katonai attasé üzenetet küldött Brüsszelbe: "Voltak harcászati utasítások vagy azok részei a malinesi gépen? Egy őszintének tűnő forrás, akinek a szavahihetőségét kétségbe lehet vonni, azt állítja, hogy a gép Berlinből Kölnbe vitt terveket a nyugati hadjárattal kapcsolatban. Mivel ezek a tervek most belga kézbe kerültek, a támadást előrehozták holnapra, hogy megelőzzék a várható válaszlépéseket. Nekem jelentős kétségeim vannak ezzel az üzenettel kapcsolatban, mivel nem tartom megbízhatónak, de kötelességemnek éreztem, hogy továbbítsam." Az üzenetben említett forrás a berlini holland katonai attasé, Gijsbertus Sas volt, aki délután 5 felé beszélt Goethals-al. Sas információit általában komolyan vették, mivel kapcsolatban állt egy, a náci rezsimmel szemben álló, a katonai hírszerzésnél dolgozó német tiszttel (akiről mára kiderült, hogy Hans Oster ezredes volt).
Van Overstraeten tábornok, III. Lipót király katonai tanácsadója este 8 körül kapta meg az üzenetet és meg volt döbbenve, hogy a forrás tudott a tervek megszerzéséről - ezt az információt a belgák akkor még nem hozták nyilvánosságra. Elképzelhető volt, hogy csak német megtévesztés az egész, de az is elképzelhető volt, hogy az értesülés valós volt. Utóbbira alapozva Van Overstraeten módosította a belga vezérkari főnök, Édouard van den Bergen altábornagy üzenetét, aki aznap este akarta figyelmeztetni a belga hadsereg parancsnokait a várható német támadásról, és kicserélte a várhatót majdnem biztosra.
Van den Bergen, aki titokban megígérte Gamelinnek, hogy Belgiumot elkötelezi a szövetségesek oldalán, aznap este fél 11 körül egy népszerű rádióállomáson bejelentette, hogy visszahívja az összes eltávozáson lévő belga katonát egységeikhez, hogy a német támadás esetére minden egység teljes harckészültségben álljon. Utasítást adott arra is, hogy a déli határ mentén távolítsák el a határzárat, hogy lehetővé tegyék a brit és francia csapatok gyors felvonulását a német támadás elhárítása érdekében. Ezeket a drámai lépéseket a király vagy Van Overstraeten beleegyezése nélkül tette, anélkül, hogy tisztában lett volna azzal, hogy a katonai vezetés a tervek megszerzésének titokban tartása mellett döntött.
Ha a németek valóban megindították volna a támadást január 14-én, Van den Bergent feltehetően hősként ünnepelték volna energetikus lépéseiért. Ehelyett, mivel a király - a belga fegyveres erők főparancsnoka - beleegyezése nélkül cselekedett, elvesztette bizalmát. Van Overstraeten súlyos szavakkal utasította rendre és Van den Bergennek január végén le is kellett mondania posztjáról. Van Overstraeten egyik panasza volt, hogy Van den Bergen cselekedetei világosan megmutatták a németeknek, hogy a belgák megismerték az elfogott dokumentumok tartalmát.

## Holland reakciók

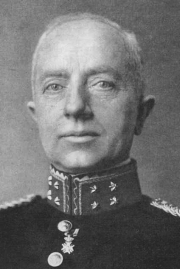
Izaak Herman Reijnders tábornok

Bár III. Lipót személyesen figyelmeztette Vilma holland királynőt és kormányát, a holland főparancsnok, Izaak H. Reijnders tábornok szkeptikus maradt. Amikor a hágai belga katonai attasé, Pierre Diepenrijckx alezredes személyesen adta át neki Van Overstraeten január 12-i feljegyzését, Reijnders kifakadt: "Maguk hisznek ennek az üzenetnek? Én egyáltalán nem hiszek benne!". A belgák ugyanis nem értesítették arról, hogy honnan szerezték a német támadásra utaló információkat és azt sem árulták el, hogy a németek csak Hollandia részleges megszállását tervezték
Az nem ismert, hogy Reijnders is megkapta-e a berlini holland katonai attasé, Sas figyelmeztetését, a háború után még azt is letagadta, hogy a belga attaséval beszélt. Mindenesetre január 14-én a holland hadseregben megtiltották a további eltávozásokat, de ellentétben a belgákkal, nem hívták vissza az eltávozáson lévő katonákat. A polgári lakosság azonban nagyon nyugtalan volt, elsősorban a belga híradások miatt és attól tartottak, hogy a szokatlanul hideg időjárást kihasználva a németek átkelnek a vízzel elárasztott, de addigra befagyott védelmi vonalakon. Hogy a lakosságot megnyugtassák, a következő héten nagy nyilvánosságot kaptak a hadsereg rendelkezésére álló motorizált jégvágó gépek.

## A válság tetőpontja
Január 14-én reggel III. Lipót király üzenetet küldött Winston Churchillnek, aki akkor az Admiralitás lordja volt és garanciákat kért Belgium számára. Az üzenetet Sir Roger Keyes admirális továbbította, aki a brit és belga kormány titkos összekötője volt.
A garanciák között szerepelt, hogy a szövetségesek nem kezdenek titkos tárgyalásokat a németekkel Belgium beleegyezése nélkül, valamint hogy bármilyen konfliktus esetén tiszteletben tartják területi épségét (beleértve a gyarmatokat) és pénzügyi segítséget nyújtanak. Keyes emellett hozzátett egy személyes megjegyzést is az üzenethez, miszerint úgy vélte, hogy Lipót meg tudná győzni kormányát arról, hogy behívják a szövetségeseket, ha megkapnák a kért garanciákat. Mivel ezt mind Nagy-Britannia, mind Franciaország igyekezett már egy ideje elérni, az üzenetnek ez a része nagy érdeklődést keltett.

Édouard Daladier

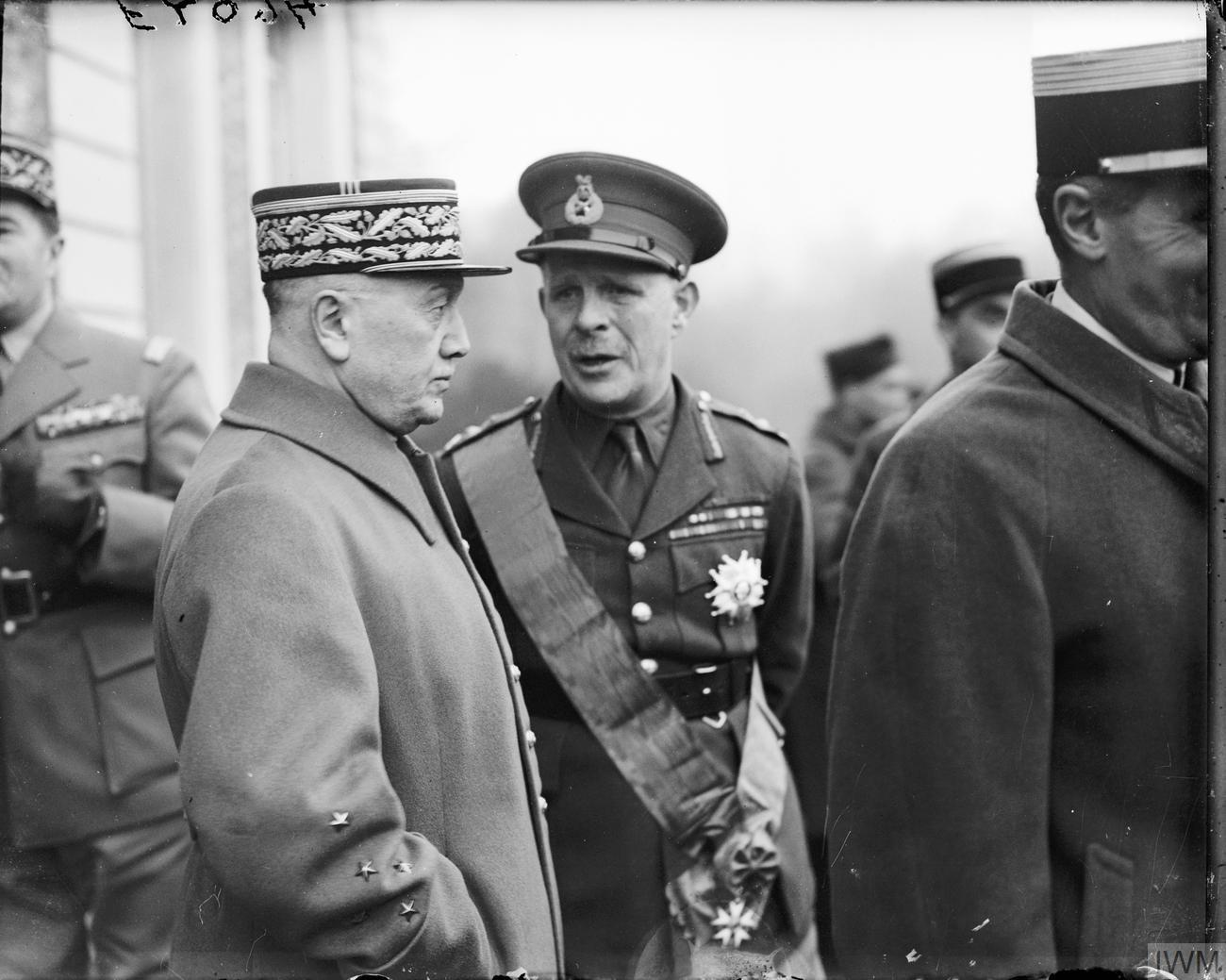
Alphonse Georges (balra)

Nem maradt fenn semmilyen feljegyzés arra nézve, hogy Keyes pontosan mit mondott Churchillnek, de mire a franciákhoz elért a belga üzenet híre, akkor már biztosra vették, hogy a belgák be fogják hívni a szövetségeseket. A francia kormány arról értesült, hogy "a Király fel fogja kérni Kormányát, hogy kérjék a szövetségeseket, hogy azonnal vegyenek fel védelmi állásokat Belgium területén", amennyiben pozitív választ kapnak kéréseikre. Édouard Daladier rögtön válaszolt a briteknek, miszerint részükről megadják a garanciákat. Ezért a franciák azt hitték, hogy a belgák megnyugtató választ fognak kapni a brit kormánytól is, és ezért a szövetséges csapatok azonnal bevonulhatnak Belgiumba.
Aznap 15.50-kor Daladier értesítette Gamelint, hogy a belgák elvi beleegyezésüket adták a francia előrenyomuláshoz és megkérdezte, hogy készen áll-e végrehajtani a manővert. Gamelin nagyon örült a hírnek és azt válaszolta, hogy a belga-német határon tapasztalt erős havazás miatt a németek képtelenek lennének a gyors előrenyomulásra, emiatt a német támadás valószínűtlen és hogy ez ideális alkalmat teremtett a francia védelmi állások kiépítésére, valamint hozzátette: "Meg kell ragadnunk az alkalmat." Gamelin utasítást adott a parancsnoksága alá tartozó brit-francia csapatoknak, hogy a január 14-ről 15-re virradó éjszaka vonuljanak fel a francia-belga határra és készüljenek fel a Belgiumba való bevonulásra.
16.45-kor azonban Gamelin helyettese, a szövetséges nyugati front parancsnoka, Alphonse Georges hívta fel, akit nyugtalanított az utasítás. Georges szerint a szövetséges előrenyomulás olyan visszafordíthatatlan láncreakciót indíthat be, amely végül elkerülhetetlenné teszi a német támadást, miközben a francia hadsereg és a légierő még nem fejezte be felkészülését a háborúra. Gamelin elvesztette türelmét és lehordta beosztottját és arra kényszerítette, hogy engedelmeskedjen a parancsnak. Aznap éjszaka a belgákat is értesítették a brit-francia csapatmozgásról. Másnap, január 15-én reggel 8-kor Gamelin azonban látta a brit kormány válaszát a belga kérésre és azt is látta, hogy csak olyan garanciákat adtak a belgáknak, amelyeket azok biztosan nem fogadnak el. Ugyanebben az időben értesítették, hogy a határra kiérő csapatokat határvédelmi akadályok és a belga határőrök fogadták, utóbbiakat pedig nem utasították a szövetségesek beengedésére. Három órával később Daladier, a kétségbeesett Gamelin kérésre, közölte a párizsi belga nagykövettel, hogy ha aznap este 8-ig nem kapják meg a belga kormány engedélyét, akkor nemcsak visszavonják a brit-francia csapatokat, hanem következő alkalommal nem is mozgósítják azokat, csak miután megindult a német támadás Belgium ellen.
A belga kormány aznap nem tudott dűlőre jutni a szövetségesek behívásának ügyében, ugyanis a 14-ére jósolt német támadás elmaradt, a határ mentén pedig folytatódott az erős havazás. III. Lipót király és katonai tanácsadója, Van Overstraeten pedig az ország semlegességének makacs védelmezői voltak, és diplomáciai megoldást akartak kidolgozni a háború befejezésére. Déli 12 körül Van Overstraeten utasította a belga határőrséget, hogy "bármely idegen nemzet csapatait verjék vissza, akik erővel akarnak behatolni Belgium területére". Este 6-kor Daladier a csalódott Gamelin értésére adta, hogy "nem vállalhatja a felelősséget azért, hogy jóváhagyja a megelőző felvonulást belga területen", vagy Belgium semlegességének megsértését.

## Hitler elnapolja az inváziót
Amikor Jodl tábornok, a Wehrmacht hadműveleti főnöke úgy értesült január 13-án, hogy a belgák feltehetően nem jutottak hozzá az támadás terveihez, úgy döntött, hogy nem hozza előre a támadást 14-ére (ami olyan nagy pánikor okozott a belgáknál), hanem 15-ére vagy 16-ára napolja el, ahogy azt a körülmények lehetővé teszik. Aznap este azonban értesült arról, hogy a belga hadsereget a legmagasabb készültség állapotába helyezték és visszahívták az eltávozáson lévő katonákat. Ez pedig csak egyet jelenthetett: a korábbi híradásokkal ellentétben a belgák mégis tudtak a támadási tervekről, illetve megsejtették a német 6. hadsereg előrevonásának célját, és felkészültek a német támadás visszaverésére.
Mindenesetre a 14-én kezdődő havazás miatt az utak olyan rossz állapotban voltak január 15-ére, és az időjárási előrejelzések olyan kedvezőtlenek voltak, hogy Jodl azt tanácsolta Hitlernek, hogy halasszák el a támadást. Utóbbi január 16-án, vonakodva, de beleegyezett.

## Következmények
Bár a válságnak semmilyen rövid távú hátrányos következménye nem volt Belgium vagy Franciaország számára, hosszú távon feltehetően hozzájárult ahhoz, hogy az 1940. május 10-én végül megindított német támadás olyan katasztrofális következményekkel járt. Addigra a németek alapvetően változtatták meg a stratégiájukat Von Mannstein tervei alapján és a támadás súlypontját nem Belgium, hanem Franciaország felé, Sedan térségébe irányították. A német siker egyáltalán nem lett volna biztos, ha ragaszkodnak az eredeti tervekhez, míg az új tervek alapján villámgyors győzelmet arattak.
Hagyományosan a Mechelen-incidens következményének tartották, hogy a németek alapvetően átdolgozták a támadási terveket. Az események ezen értelmezése szerint Hitler utasította Jodl a tervek megváltoztatására, hogy biztosítsák maguknak a meglepetés előnyét. A harckészültségi parancs kiadása után a belgák már nem tudták titkolni, hogy megszerezték a terveket, de amikor ezt bevallották Joachim von Ribbentrop német külügyminiszternek, ő úgy vágott vissza, hogy azok amúgy is elavultak már. Hitler utasítása nyomán pedig a Wehrmacht vezérkara új elképzeléseket keresett, és ekkor jött be a képbe Erich von Manstein tábornok, az új terv alapjainak kidolgozója. Von Manstein szerint nem Belgium északkeleti határvonala mentén, hanem délebbre kellene összevonni a német páncélos csapatokat. Jodl február 13-án feljegyezte, hogy Hitler is egyetértett, mondván: "Ebben az esetben Sedan irányába kell támadnunk. Az ellenség ott nem vár minket.". A beszélgetés után napokon belül Hitler beszélt Von Mansteinnel is és szabad utat adott a tervek megváltoztatásának.
Napjainkra a történészek felülvizsgálták a Mechelen-incidens szerepét a német támadási tervek felülvizsgálatára vonatkozóan, egyesek tagadják, hogy ennek bármilyen szerepe lett volna. Hitler már korábban is hezitált a tervek meglehetősen konzervatív elképzelései miatt, és januárban inkább a kedvezőtlen időjárási körülmények, mint a dokumentumok elvesztése vette rá, hogy elhalassza a támadást. Mivel a terv teljesen hagyománytisztelő, frontális támadáson alapult, semmilyen extra információt nem árult a belgáknak (akik már 1939 szeptembere óta várták a német támadást).
Hitler követelése a meglepetést illetően inkább arra vonatkozott, hogy rövidítsék le a német hadsereg felvonultatásának és összevonásának idejét, hogy hamarabb támadásba tudjanak lendülni a békebeli állásokból. Ennek érdekében a páncélos csapatokat a nyugati határhoz még közelebb vonultatták fel, szervezetüket is módosították. Azonban az incidens semmilyen radikális változást nem okozott a német vezérkar gondolkodásában, elképzeléseiben, és a január 30-án kiadott új tervek (Aufmarschanweisung N°3, Fall Gelb) csak kis részletekben tértek el a belgák kezére került dokumentumtól. Von Mansteint felmentették posztjáról és porosz területre vezényelték, hogy ne legyen beleszólási lehetősége a nyugati hadjárat előkészületeibe - csak néhány barátjának köszönhette, hogy Hitler megismerte elképzeléseit.
A Mechelen-incidens egyik következménye nem az volt, hogy a szövetségesek megismerték a német támadási terveket, hanem a németek meg tudták figyelni, hogy a szövetségesek hogyan reagálnának egy esetleges német támadásra. Ez pedig a németeknek lehetővé tette, hogy ezt az elemet is beépítsék terveikbe.
Míg a németek Von Manstein elképzelései alapján kezdték radikálisan megváltoztatni a támadás irányát, a szövetségesek egészen 1940 májusig abban a hitben maradtak, hogy a német támadás súlypontja Belgium középső része ellen irányul majd (csakúgy, mint az első világháborúban). A Wehrmacht viszont már csak egy elterelő támadást akart indítani a belgák ellen, hogy ide vonják el a szövetséges erőket, míg saját csapataik zömét az Ardenneken keresztül, a Sedan és Dinant közötti résen át irányították a La Manche-csatorna felé. Ha sikerül az áttörés, akkor a Belgiumban tartózkodó francia és brit csapatokat elvágják a hátországuktól és lényegében csata nélkül megadásra kényszerítik azokat. Természetesen ez a terv csak akkor válhatott be, ha a szövetségesek ragaszkodnak eredeti elképzeléseikhez.
Márpedig a francia főparancsnok, Gamelin tábornok továbbra is biztosra vette, hogy a németek ragaszkodnak az eredeti tervekhez és elmulasztotta felülvizsgálni saját terveit, Lord Gort és a brit kormány kétségei ellenére. Lehet, hogy azt hitték, az egész incidenst a németek tervelték ki? A britek nem tudtak eléggé ragaszkodni elképzeléseikhez, míg Gamelin feltehetően nem tartotta olyan innovatívnak a német vezérkart, hogy a hagyományos hadviselési alapelvektől gyökeresen eltérő harcmodort (a villámháborús stratégiát) alkalmazza. Emellett azt sem tartotta valószínűnek, hogy a Blitzkrieg kivitelezéséhez szükséges csapatok át tudtak volna kelni az Ardenneken és ami még fontosabb, sikerült vollna biztosítani az utánpótlásukat. Később számos kritika érte, amiért nem tudott alkalmazkodni a megváltozott körülményekhez.

## A főszereplők sorsa
Erich Hoenmanns és Helmuth Reinberger őrnagyokat távollétükben halálra ítélték Németországban, mivel titkos dokumentumokat repülőgépen szállítani szigorúan tilos volt, előzetes engedély nélkül. Mivel a belgák nem adták ki őket a németeknek, az ítéleteket nem hajtották végre. Egy ideig Huy környékén tartózkodtak egy internálótáborban, majd Nagy-Britanniába, később Kanadába szállították őket.
Hoenmanns feleségét és fiait a Gestapo letartóztatta, felesége belehalt a kihallgatásba, de fiainak "megkegyelmeztek" és engedélyezték nekik, hogy frontszolgálatot vállaljanak. Mindketten életüket vesztették.
A háború során egy hadifogolycsereprogram keretében Hoenmanns és Reinberger visszakerültek Németországba, ahol végül kegyelmet kaptak.

## Fordítás
Ez a szócikk részben vagy egészben  a   Mechelen incident című angol Wikipédia-szócikk ezen változatának fordításán alapul.  Az eredeti cikk szerkesztőit annak laptörténete sorolja fel. Ez a jelzés csupán a megfogalmazás eredetét és a szerzői jogokat jelzi, nem szolgál a cikkben szereplő információk forrásmegjelöléseként.